# Мейнард (Массачусетс)
Мейнард (англ. Maynard) — город в округе Мидлсекс, штат Массачусетс, США. Город расположен в 40 км к западу от Бостона, в кластере городов MetroWest. На 2010 год население города составляло 10 106 человек.
В Мейнарде находилась Ассабетская шерстяная фабрика (англ. Assabet Woolen Mill), которая производила шерсть более 100 лет, с 1846 по 1950 годы. Здесь же располагался Американский пороховой завод (англ. American Powder Mills), работавший с 1835 по 1940 годы. Компания DEC, производитель компьютеров, имела штаб-квартиру в зданиях бывшей шерстяной фабрики с 1957 по 1998 годы, когда была куплена компанией Compaq и закрыта.

## География
По данным Бюро переписи населения США площадь города составляет 13,9 км², из которых 13,6 км² занимает суша, а 0,3 км² — вода (2,42 %).
Мейнард расположен на берегу реки Ассабет.

## История
Инкорпорирован в 1871 году. До этого времени был известен как Ассабетская деревня (англ. Assabet Village), но официально являлся частью городов Стоу и Садбери. Поселение получило название в честь Эмори Мейнарда, компания которого построила дамбу на реке Ассабет и большую ткацкую фабрику в 1846—1847 годах.

## Население
По данным переписи 2010 года население Мейнарда составляло 10 106 человек (из них 47,9 % мужчин и 52,1 % женщин), было 4239 домашних хозяйства и 2649 семей. Расовый состав: белые — 92,7 %, афроамериканцы — 1,7 %, коренные американцы — 0,1 %, азиаты — 2,7 и представители двух и более рас — 1,5 %.
Из 4239 домашних хозяйств 50,3 % представляли собой совместно проживающие супружеские пары (23,2 % с детьми младше 18 лет), в 9,2 % домохозяйств женщины проживали без мужей, в 2,9 % домохозяйств мужчины проживали без жён, 37,5 % не имели семьи. В среднем домашнее хозяйство вели 2,38 человека, а средний размер семьи — 3,03 человека. В одиночестве проживали 30,7 % населения, 10,9 % составляли одинокие пожилые люди (старше 65 лет).
Население города по возрастному диапазону распределилось следующим образом: 22,3 % — жители младше 18 лет, 64,9 % — от 18 до 65 лет и 12,8 % — в возрасте 65 лет и старше. Средний возраст населения — 41,3 года. На каждые 100 женщин приходилось 91,8 мужчины, при этом на 100 совершеннолетних женщин приходилось уже 88,6 мужчин сопоставимого возраста.
В 2014 году из 8268 трудоспособных жителей старше 16 лет имели работу 5836 человек. При этом мужчины имели медианный доход в 80 438 долларов США в год против 56 549 долларов среднегодового дохода у женщин. В 2014 году медианный доход на семью оценивался в 110 203 $, на домашнее хозяйство — в 79 252 $. Доход на душу населения — 41 769 $. 6,7 % от всего числа семей и 9,4 % от всей численности населения города находилось на момент переписи за чертой бедности.
Динамика численности населения:
|  |